# Вальдман, Томас
Томас Вальдман (англ. Thomas A. Waldmann; 21 сентября 1930, Нью-Йорк — 25 сентября 2021) — американский клинический иммунолог. NIH Distinguished Investigator в Национальном институте онкологии, член Национальных Академии наук (1985) и Медицинской академии США, почётный член Венгерской АН (1998).
Окончил Чикагский университет (бакалавр, 1951). В 1955 году получил степень доктора медицины в Гарвардской медицинской школе.
Трудовую деятельность начал в Massachusetts General Hospital (1955-56).
В 1956 году поступил в Национальный институт онкологии (NCI), где сотрудничает и поныне.
В 1975-78 гг. консультант ВОЗ.
В 1980—2002 гг. входил в совет директоров Foundation of Advanced Education in the Sciences.
В 1984 году приглашённый профессор Калифорнийского университета в Ирвайне.
В 1986—2003 гг. председатель научного консультативного совета Healthcare Investment Corporation.
В 1987—1993 гг. член медицинского консультативного совета Медицинского института Говарда Хьюза.
Член Американской академии искусств и наук (1989) и фелло American Academy of Allergy, Asthma, and Immunology.
Являлся президентом Clinical Immunology Society (в 1988 году).
Член AAI (1971).
В 1982—1985 гг. член редколлегии Journal of Immunology, перед чем в 1977—1981 гг. его ассоциированный редактор.
Автор около 850 статей. Соредактор «Plasma Protein Metabolism» (Нью-Йорк, 1970). Имеет восемь патентов.

## Награды и отличия
- Bela Schick Award, American Academy of Allergy, Asthma, and Immunology[англ.] (1974)
- Henry M. Stratton Medal[нем.], American Society of Hematology (1977)
- Человек 1980 года, Leukemia & Lymphoma Society[англ.]
- G. Burroughs Mider Award, Национальные институты здравоохранения (1980)
- Distinguished Service Medal, министерство здравоохранения и социальных служб (1983)
- Lila and Murray Gruber Memorial Cancer Research Award and Lectureship (1986)
- CIBA-GEIGY Drew Award (1987)
- Simon M. Shubitz Cancer Prize and Lectureship (1987)
- Artois-Baillet Latour Health Prize (1991)
- Почётный доктор, Дебреценский университет, Венгрия (1991)
- Bristol-Myers Squibb Award[англ.] in Cancer Research (1992)
- Paul Ehrlich Medal, Институт Пауля Эрлиха (1996?7)
- Abbott Laboratories Award in Clinical and Diagnostic Immunology (2002)
- Debrecen Award for Molecular Medicine[англ.] (2005)
- AAI[англ.]-Dana Foundation[англ.] Award in Human Immunology Research (2007)[6]
- Service to America (SAMMIE) Career Achievement Medal (2009)
- Institute of Human Virology Lifetime Achievement Award (2012)
- Albert Nelson Marquis Lifetime Achievement Award (2018)[7]